# コウガイビル
コウガイビル（笄蛭）は扁形動物門三岐腸目に属する陸生プラナリアの一分類群であるコウガイビル類の総称。「コウガイ」の名は特徴的な半月状の頭部を笄に見立てたことに由来し、また、名前に「ヒル」とあるが、環形動物のヒルとは異なる陸生の肉食動物である。コウガイビル類の分類階級は分類体系によって異なり、コウガイビル科（Bipaliidae）とする体系もあるが、本稿では Sluys et al. (2009) および 久保田 & 川勝 (2010) に従いコウガイビル亜科（Bipaliinae）とする。

## 形態

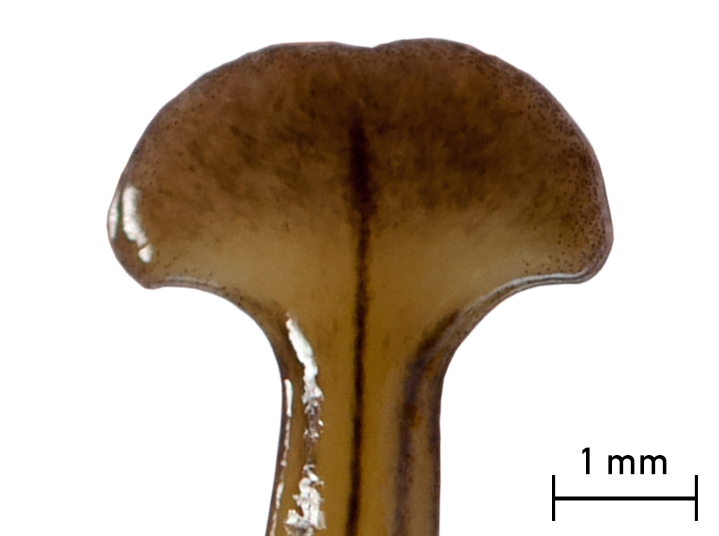
タスジコウガイビル 頭部, イタリア

へら状、あるいは半月状の頭部と多数の小さな眼点を有することを特徴とする。特に頭部の形状は名の由来になることが多く、和名「コウガイビル」のほか、英名"hammerhead worm"やタイプ属の学名 Bipalium も頭部の形状に由来する命名とされる。

細長い体を持つ。体長は種によって異なり、たとえば日本には全長2cm程度の種から最大で1m程度になるオオミスジコウガイビル Bipalium nobile のような種までさまざまな体長の種が分布するが、体の横幅はほとんどの種で1cm未満にとどまる。体の腹面には口器および生殖孔が存在する。これらの相対的な開口位置は種によって異なり、分類・同定形質のひとつとして用いられる。

## 生態

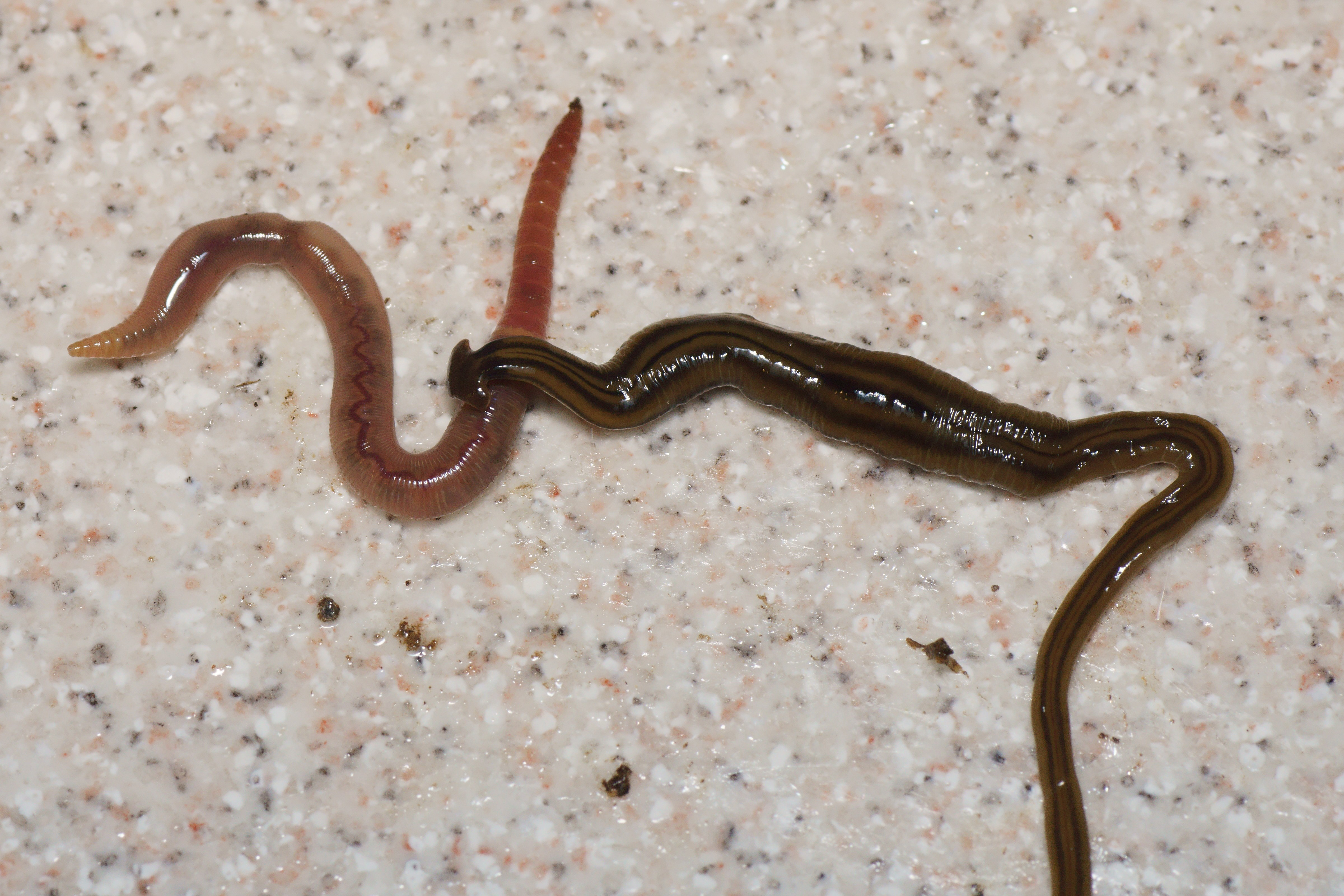
ミミズを捕食するワタリコウガイビル, フランス

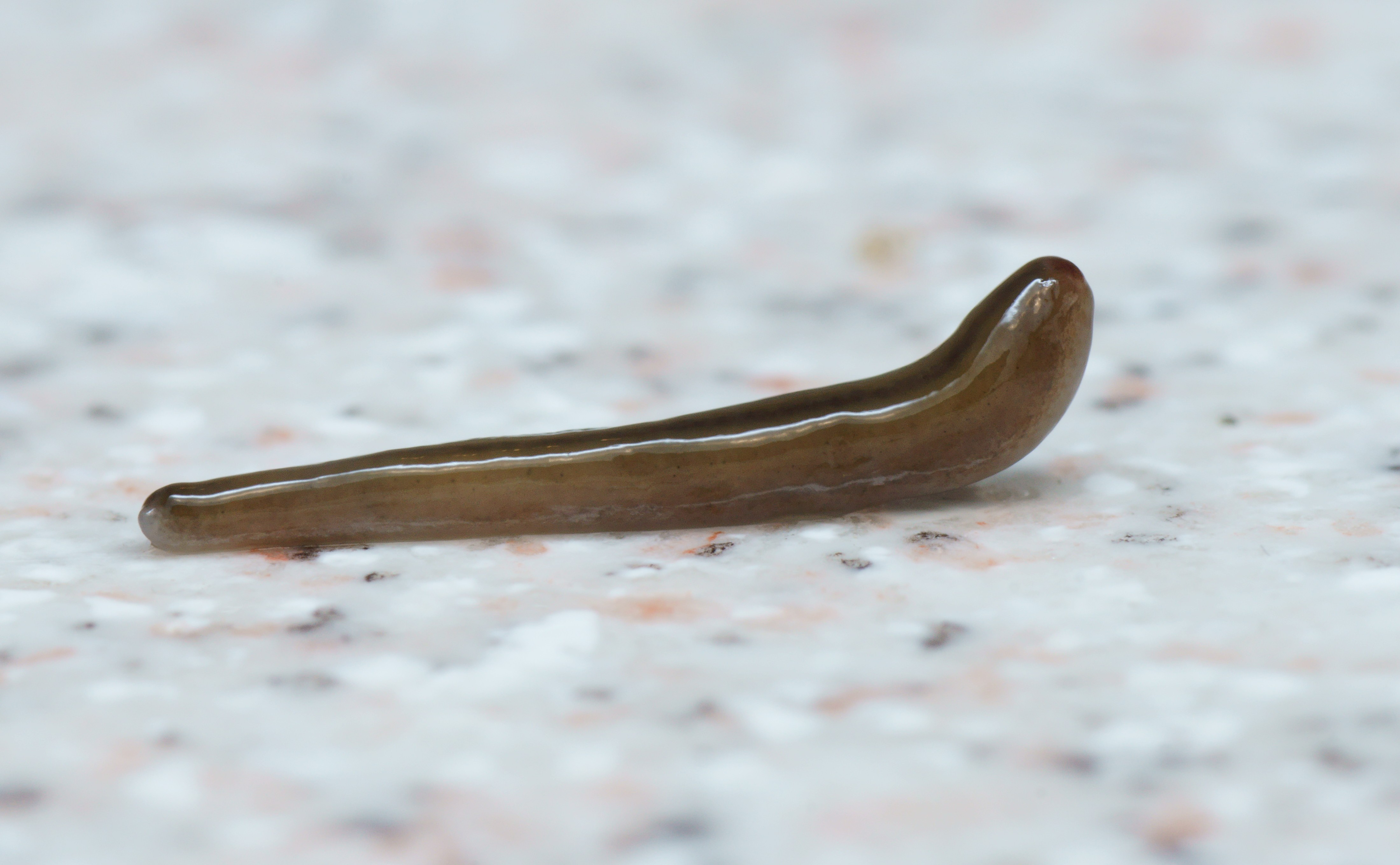
ワタリコウガイビル B. kewense の分裂断片, フランス

陸上の湿潤な環境を好む。粘液を分泌して滑るように移動し、カタツムリやナメクジ、ミミズや小型の昆虫などを捕食する。摂食行動が観察・報告される機会は少ないが、既知の例では体に絡みついたり粘度の高い粘液を分泌することで餌生物の動きを封じ、口器から咽頭を伸展させて体外消化を行うことが知られている。また、Bipalium adventitium およびワタリコウガイビル B. kewense の二種のコウガイビルが体内にテトロドトキシンを保有していることが報告されている。現時点でこのテトロドトキシンの機能や適応的意義は実証されておらず不明だが、捕食者に対する防御戦略として機能している可能性のほか、捕食の際に餌生物のミミズを麻痺させるための毒として用いている可能性が指摘されている

ナミウズムシなどの他のプラナリアと同様に顕著な再生能を有する。切断部位等の条件にもよるものの、一個体を数個程度の小片に分けたとき、それぞれの小片から個体が再生する。生殖に関しては有性生殖を行うほか、自切による無性生殖のみを行うと考えられる種および個体群も知られるが、コウガイビル類においては観察時に交接器官が確認されないことも多く、生殖様式が不明の種も多い。

## 分布
東洋区およびマダガスカルで特に種多様性が高い。南北アメリカおよびヨーロッパには本来分布していなかったと考えられるが、1878年イギリスの温室で記載されたワタリコウガイビル B. kewense をはじめ、現在では複数種の侵入が確認されている。

日本からは2005年時点で3属18種が記録されているが、分類・同定が難しいグループであり未記載・未同定種も多いため、種数は確定的ではない。

## 人との関係
コウガイビルは自由生活生物だが、偶発的な誤飲等なんらかの理由で別種の動物の体内に移動した後も一定期間生存する偽寄生虫としてふるまう事例が知られている。コウガイビルによる偽寄生現象の臨床報告は犬や猫のほか、ヒトにおけるものもわずかながら存在する。また、広東住血線虫の中間宿主であるナメクジやカタツムリを餌とするため、その待機宿主となり得る可能性も指摘されている。
前述したように、20世紀以降世界各地で複数種が外来種として記録・報告されている。コウガイビルは乾燥に弱いため分散能力は低いと考えられるが、にもかかわらず分布域が拡大している理由として、人間活動、とくに園芸植物の国際的な輸送が関与している可能性が大きいことが指摘されている。外来種としての正確なリスク評価はまだあまり進んでいないが、土壌動物相に影響を与え得るため、地域によっては侵略的外来種と見なすことが妥当である場合があるとされる。

## 分類
コウガイビル類は Stimpson (1857) によってタイプ属が記載され、Müller (1902) によって整理が行われて以降、長らくコウガイビル科（Bipaliidae）コウガイビル属（Bipalium）として一科一属で扱われてきた。本属は1987年時点で160種程度が知られていた巨大な属だったが、標本が扱いにくいこともあり、交接器官に関する記述がないまま外部形態にのみ基づいて記載された種も多く含まれていた。コウガイビル類の分類は交接器官の解剖学的・組織学的構造を主な基準としているため、かつての本属は分類群として問題の多いグループだった。このような分類の混乱を整理するために1987年から Robert Ogren と川勝正治が中心となった目録シリーズの発表が始まり、KAWAKATSU et al. (2002) において交接器官の構造が不明な種を便宜的に含めておくための寄集群（集合群） Diversibipalium が創設され、将来的な解決に向けた端緒が開けることとなった。
また、1980年代以降の分子系統解析の知見を受け、高次分類についても変更が行われており、現在はリクウズムシ科 Geoplanidae の下位にコウガイビル亜科 Bipaliinae を置き、以下に3属および1寄集群を認める体系が一般的である 。
- リクウズムシ科 Geoplanidae STIMPSON, 1857
  - コウガイビル亜科 Bipaliinae VON GRAFF, 1896
    - コウガイビル属 Bipalium STIMPSON, 1857
    - 属 Humbertium OGREN et SLUYS, 2001
    - 属 Novibipalium KAWAKATSU, OGREN et FROEHLICH, 1998
    - 寄集群 Diversibipalium KAWAKATSU, OGREN, FROEHLICH et SASAKI, 2002[2]

コウガイビル亜科の代表的な種には以下のようなものがいる。
- オオミスジコウガイビル Bipalium nobile
- クロイロコウガイビル Bipalium fuscatum
- クロスジコウガイビル Bipalium fuscolineatum
- ビパリウム・ストルベリ Bipalium strubelli
- ヒルゲンドルフコウガイビル Bipalium hilgendorfi
- ワタリコウガイビル Bipalium kewense
- Diversibipalium rauchi
- タスジコウガイビル Diversibipalium multilineatum

## ギャラリー

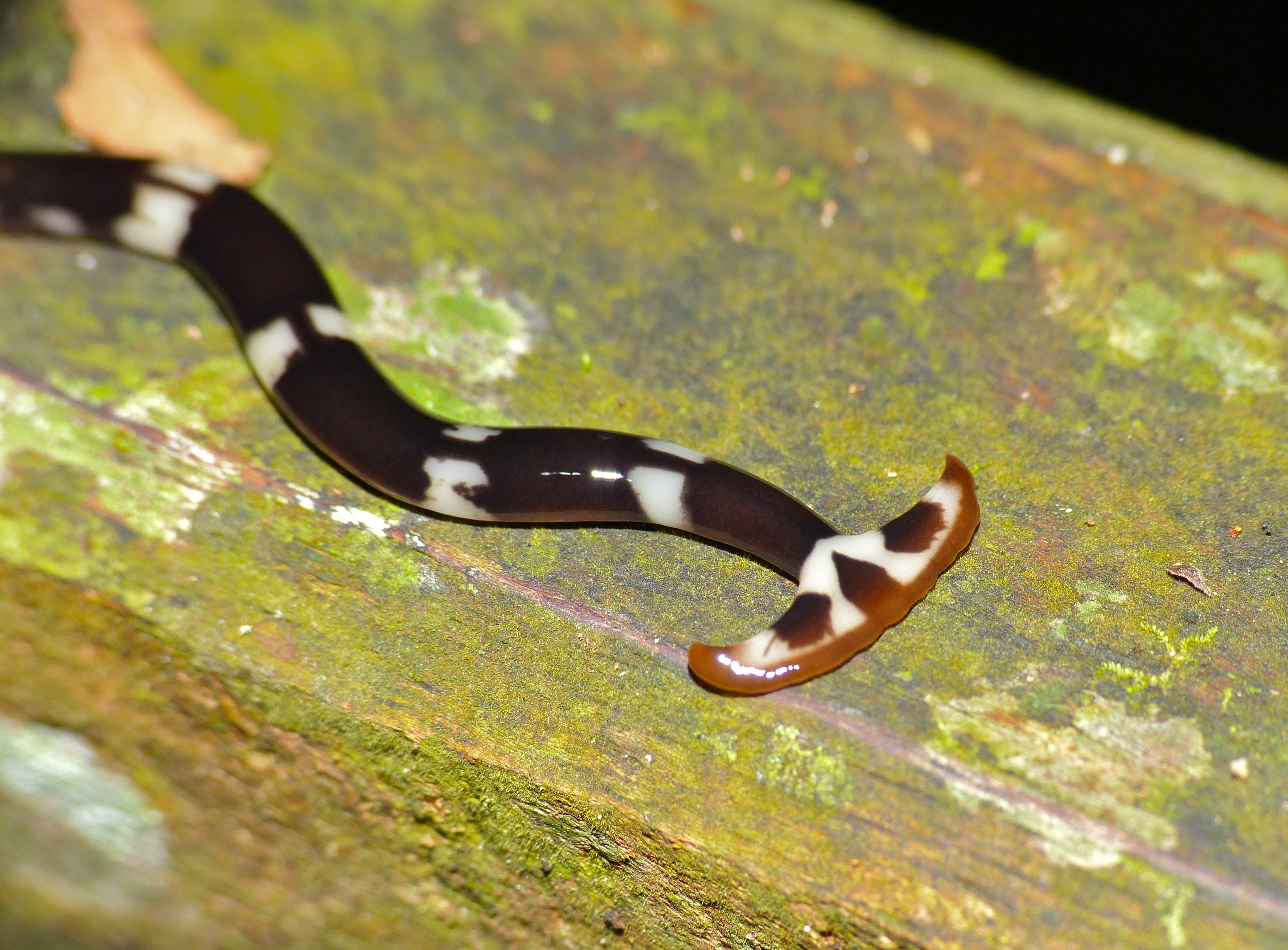
コウガイビル亜科 属種不明種 Bipaliinae Gen. sp., マレーシア
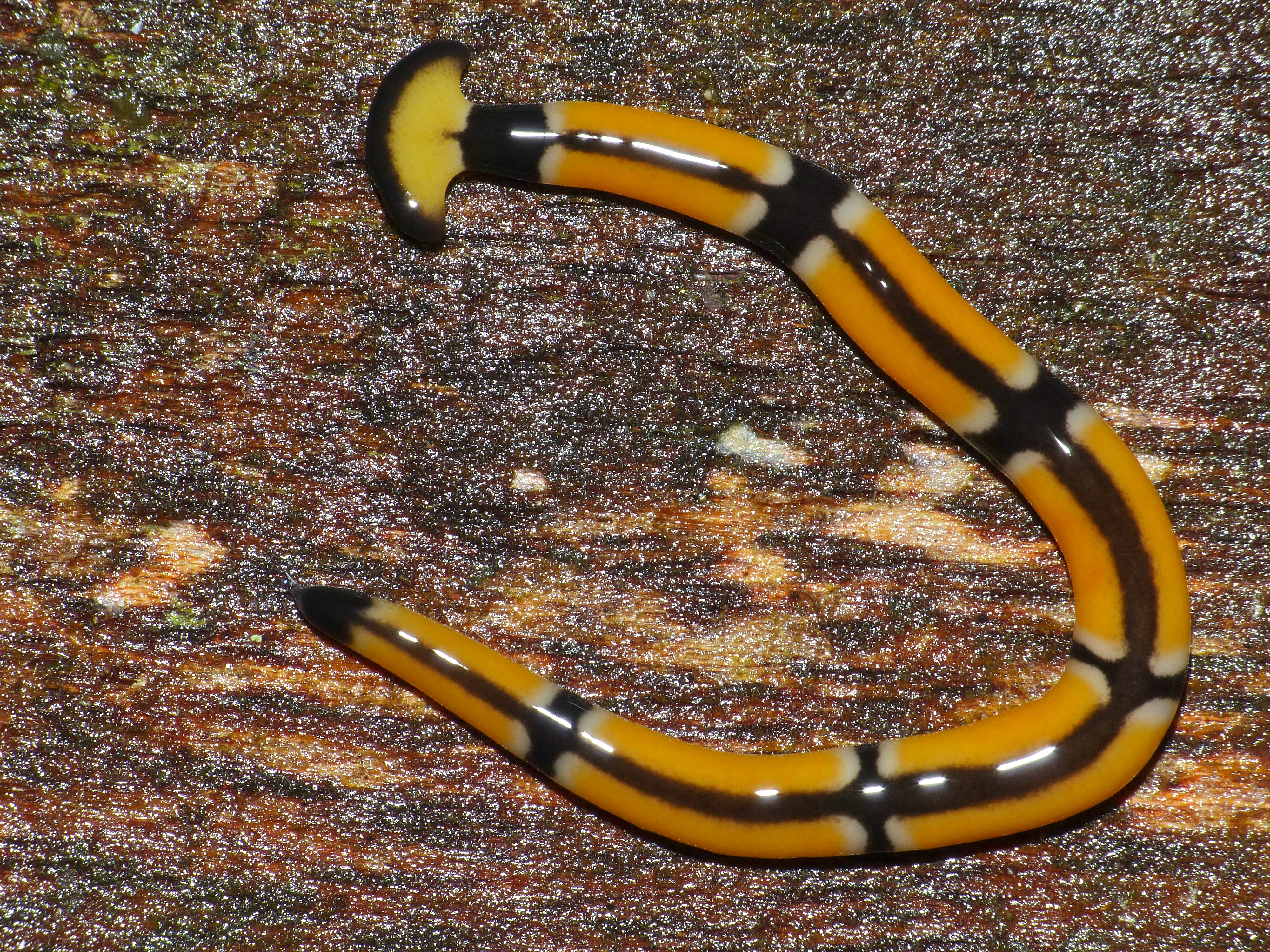
コウガイビル亜科 属種不明種 Bipaliinae Gen. sp., マレーシア
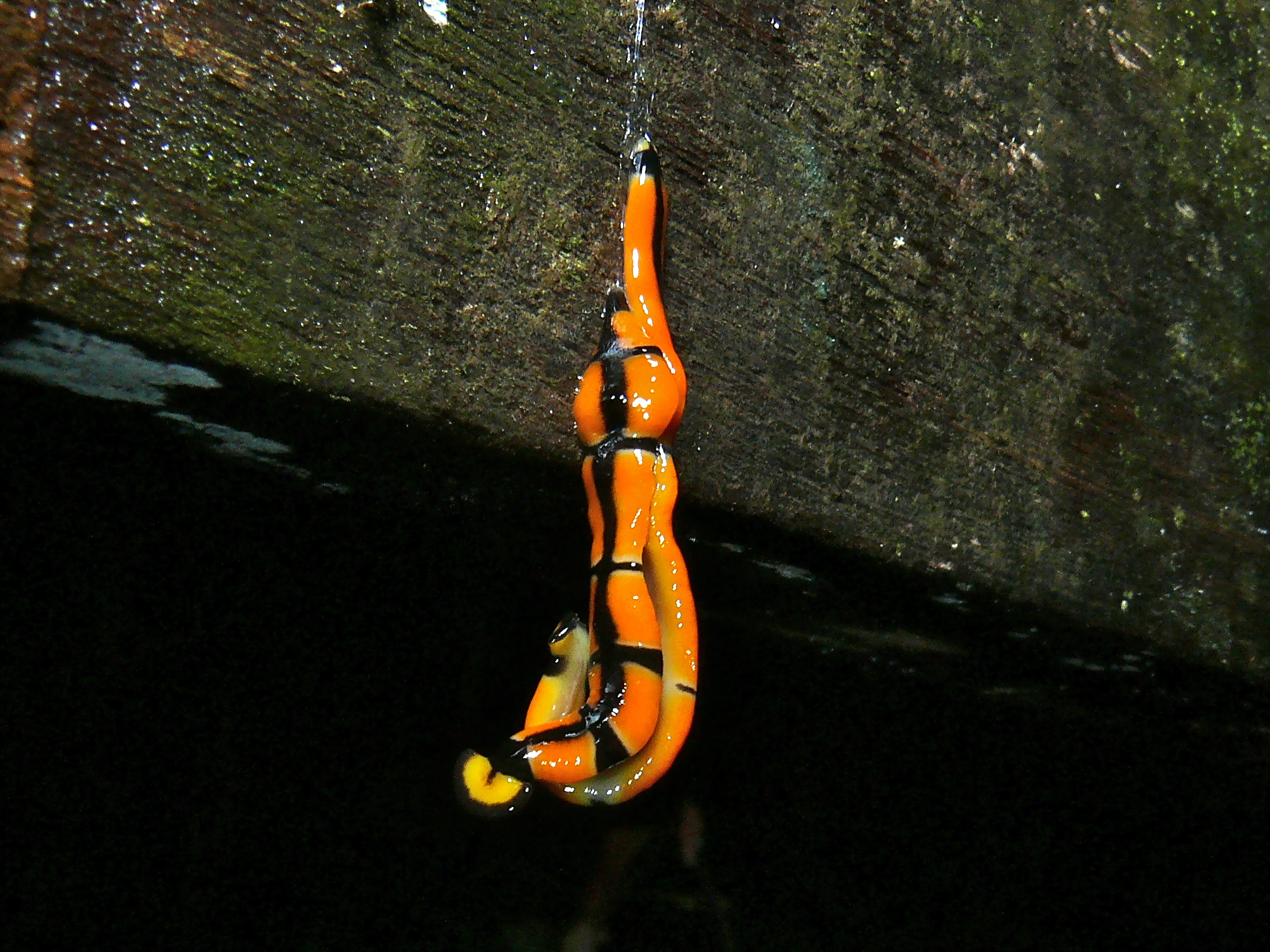
コウガイビル亜科 属種不明種 Bipaliinae Gen. sp. の交尾, マレーシア
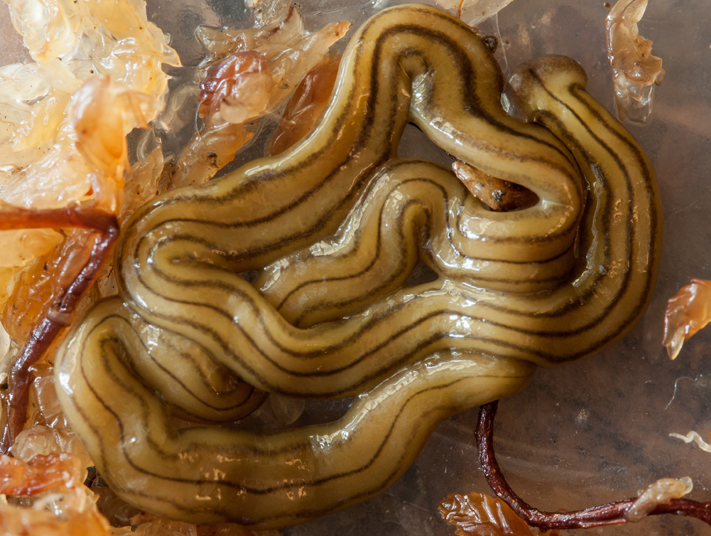
タスジコウガイビル D. multilineatum, イタリア
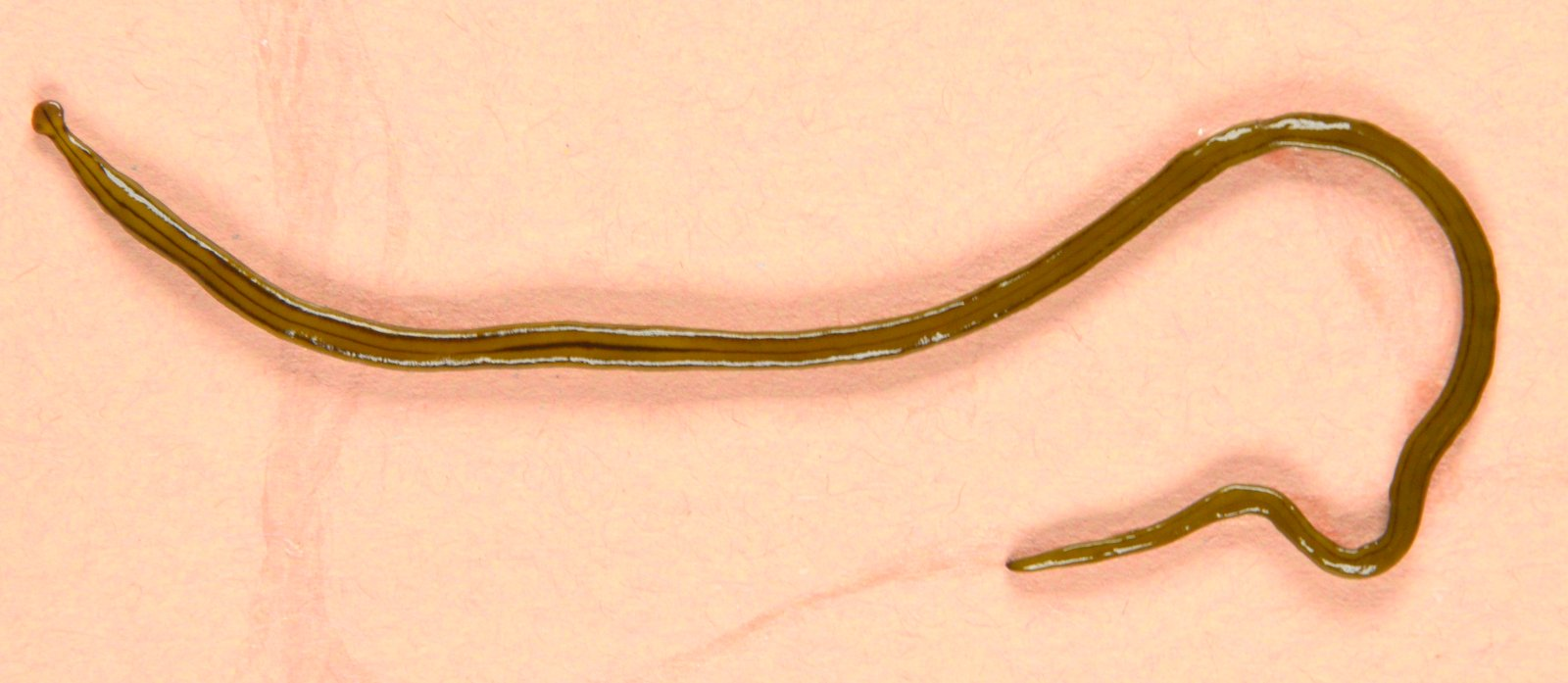
タスジコウガイビル D. multilineatum, フランス